# Weerwolfsyndroom (hond)
Het weerwolfsyndroom is een ernstig idiopathisch ziektebeeld dat voorkomt bij honden. Het veroorzaakt meerdere neurologische aandoeningen bij de dieren en uit zich in afwijkend gedrag en onvoorspelbare reacties, zoals plotseling agressief gedrag, vaak zonder duidelijke aanleiding. Het syndroom kan uiteindelijk leiden tot de dood van het dier.

## Aantal gevallen
Begin 2025 waren in Nederland bijna vijftig honden ziek geworden na het kauwen op een bot van het merk Barkoo en waren dertien honden overleden. Ook in België, Duitsland, Frankrijk, Denemarken, Finland en Zwitserland hebben honden de ziekte gekregen.

## Oorzaken
De precieze oorzaken waren in januari 2025 nog niet duidelijk, maar hebben vermoedelijk te maken met het eten van kauwbotten van het merk Barkoo. Mogelijk waren deze verontreinigd met mycotoxinen (schimmelgifstoffen) of is een giftig middel gebruikt voor behandeling tegen mycotoxinen. Volgens dierenarts en veterinair neuroloog Paul Mandigers van de Universiteit Utrecht komen de besmette botten uit China.
De Nederlandse Voedsel- en Warenautoriteit is eind 2024 een onderzoek naar de kauwbotten begonnen en heeft op 31 december een veiligheidswaarschuwing voor de botten uitgegeven. Ook de Nederlandse KNMVD en het Belgische FAVV hebben veiligheidswaarschuwingen afgegeven.
Onderzoek wordt eveneens gedaan door de Leibniz-Universiteit Hannover.

## Symptomen
- Plotselinge uitbarstingen van agressief gedrag, vaak gepaard met gehuil dat doet denken aan dat van een wolf.
- Desoriëntatie: de hond lijkt de weg kwijt te zijn of herkent vertrouwde personen en plaatsen niet meer.
- Overmatige angst zonder duidelijke reden, vaak gepaard met trillen of verstopgedrag.
- Hyperactiviteit: onrustig gedrag, overmatig rondlopen of zelfs dwangmatige bewegingen.
- Vergrote of ongelijkmatige pupillen.
- Epileptiforme aanvallen.

De symptomen kunnen afzonderlijk of in combinatie optreden en variëren in ernst en duur. Uiteindelijk kan de aandoening de dood van de hond ten gevolge hebben.
De aandoening wordt vaak verward met andere gedrags- of hersenziekten zoals het rage syndroom.

## Diagnose
Om het weerwolfsyndroom vast te stellen is grondig onderzoek door een dierenarts nodig. Dit kan bestaan uit lichamelijk onderzoek, bloedonderzoek, neurologisch onderzoek en beeldvorming, zoals een MRI of CT-scan.

## Behandeling
Toedienen van een anti-epilepticum of kalmerende middelen om de symptomen te verminderen. Een rustige, voorspelbare omgeving kan stress en angstreacties helpen verminderen.